# 華生·艾米莉亞
華生·阿米莉亞（英語：Watson Amelia）是一位英语虛擬YouTuber、游戏主播，隶属于hololive production的「Hololive EN」一期生（holoMyth）的成員，於2024年9月30日起結束頻道與社群媒體活動，官方公告解釋仍為hololive production 的一員。

## 概要
|                | 会说话的狐狸、魔法松鼠、超人狗狗等等，对网络上各种关于hololive的奇闻轶事感到好奇的她，在调查这些传闻的过程中，自己也萌生了成为偶像的想法。 闲暇时间喜欢玩锻炼反射神经的射击和解谜类游戏。「这是最基本的吧？」 |
| ——官方网站介绍 | |

角色设定为一位私家侦探和时间旅行者，名字参考了福尔摩斯探案中的角色约翰·华生，出于这个原因，“华生”是姓，“阿米莉亞”是名字，因此常常也被称为“阿米莉亞·華生”。

## 經歷

### 2020年
- 9月12日，在YouTube上進行首次直播[4][5][6]，並在同日youtube頻道達成10萬訂閱。

### 2021年
- 2月11日，達成YouTube頻道100萬人訂閱[7][8][9]。
- 5月8日，新衣裝發佈[10][11]。
- 6月6日，阿米莉亞原计划在当天的慈善直播中，为美国动物福利组织Best Friends Animal Society（英语：Best Friends Animal Society）募捐25,000美元，但在直播开始不到10分钟内就已达标，在接下来的直播过程中不断上修目标金额，最终在长达9小时的直播中募得$235,972.69美元。[12][13][14]
- 12月11日，禮服的新衣裝發佈[15][16][17]。

### 2022年
- 1月9日，正月的新衣裝發佈[18][19]。

### 2023年
- 3月4日，3D形象发布[20]。

### 2024年
- 9月30日起結束頻道與社群媒體活動，官方公告解釋仍為hololive production 的一員[21]。

## 音樂作品

### 發行作品
|      | 發布日期      | 樂曲名稱  | 數位媒體規格產品編號 | 實體發行規格產品編號 | 備註 |
| ---- | ------------- | --------- | -------------------- | -------------------- | ---- |
| 單曲 |               |           |                      |                      |      |
| 1    | 2023年1月19日 | ChikuTaku | CVRD-254             |                      |      |

## 备注
1. ↑  2021年8月官网开放资料时为160cm